# Evolve
Evolve és el dotzè àlbum d’estudi de la cantant i compositora Ani DiFranco publicat sota el seu propi segell discogràfic, Righteous Babe Records, al 2003.
DiFranco i Brian Grunert van obtenir el guardó a la Millor Presentació de Gravació als Premis Grammy del 2003. Aquesta va ser la primera de quatre nominacions consecutives en aquesta categoria i l’única ocasió en que es van endur el premi.
El disc va aconseguir gairebé els mateixos rànquings del seu predecessor arribant també al lloc més alt de la llista Independent Albums (mantenint-se també durant 17 setmanes a la mateixa) i a la posició 30 de la llista Billboard 200 (llista on va ser durant 7 setmanes).

## Llista de cançons
Totes les cançons foren escrites i compostes per Ani DiFranco. 
| Núm. | Títol                 | Durada |
| ---- | --------------------- | ------ |
| 1.   | «Promised Land»       | 4:27   |
| 2.   | «In the Way»          | 5:17   |
| 3.   | «Icarus»              | 4:51   |
| 4.   | «Slide»               | 3:39   |
| 5.   | «O My My»             | 3:44   |
| 6.   | «Evolve»              | 4:15   |
| 7.   | «Shrug»               | 4:42   |
| 8.   | «Phase»               | 3:42   |
| 9.   | «Here for Now»        | 3:09   |
| 10.  | «Second Intermission» | 3:51   |
| 11.  | «Serpentine»          | 10:23  |
| 12.  | «Welcome To:»         | 4:54   |

## Personal
- Ani DiFranco – veu, guitarres, piano
- Jason Mercer – baix
- Daren Hahn – bateria, percussió
- Julie Wolf – melòdica, orgue, piano Rhodes, piano, clavinet, veu de fons
- Hans Teuber – saxòfons, clarinet, flauta, veu de fons
- Shane Endsley – trompeta
- Todd Horton – trompeta, fliscorn
- Ravi Best – trompeta, veu de fons

### Producció
- Producció – Ani DiFranco
- Enregistrament – Andrew Gilchrist, Mark Hallman, Marty Lester, Sean Giblin, Ani DiFranco
- Mescla – Ani DiFranco
- Masterització – Greg Calbi
- Fotografia – Eric Frick
- Disseny – Ani DiFranco, Brian Grunert

## Llistes
| Llista (2003)      | Posició |
| ------------------ | ------- |
| Independent Albums | 1       |
| Billboard 200      | 30      |

Ambdues llistes publicades per la revista Billboard.